# Diplazium welwitschii
Diplazium welwitschii là một loài thực vật có mạch trong họ Woodsiaceae. Loài này được Diels miêu tả khoa học đầu tiên.